# Mạc võng
Hymenodictyon orixense là một loài thực vật có hoa trong họ Thiến thảo. Loài này được (Roxb.) Mabb. mô tả khoa học đầu tiên năm 1982.

## Hình ảnh

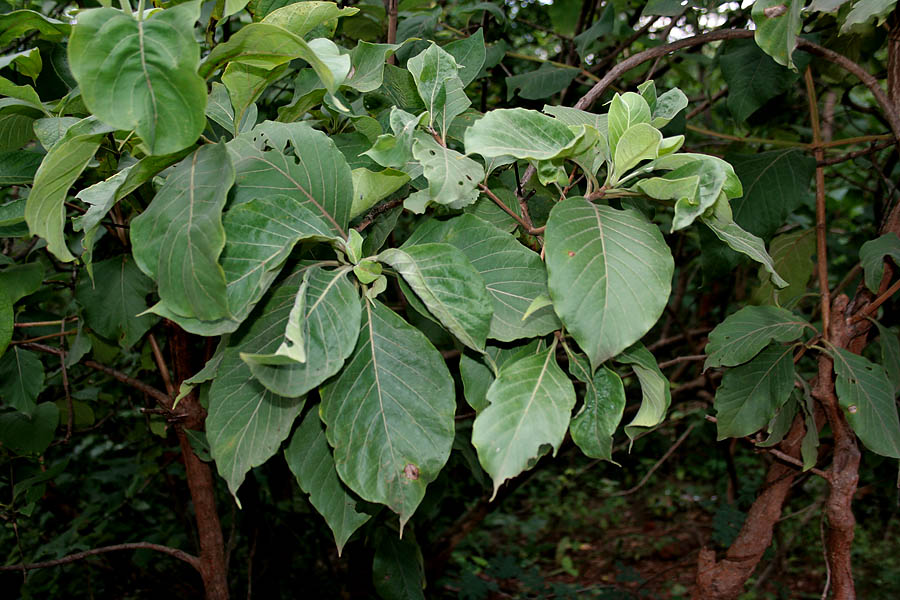
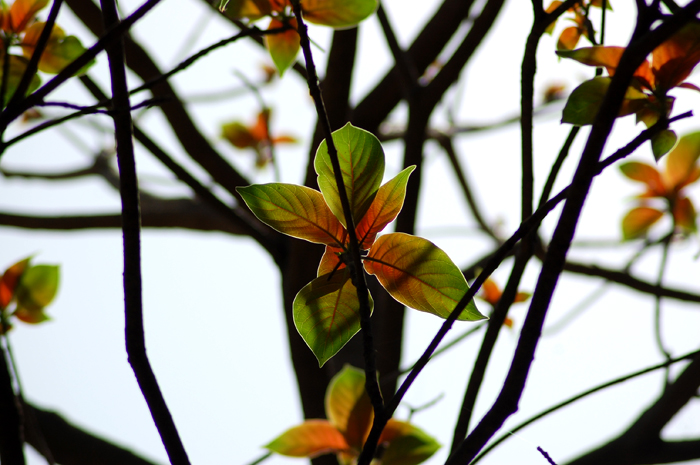